# Oxytropis adamsiana
Oxytropis adamsiana är en ärtväxtart som först beskrevs av Ernst Rudolf von Trautvetter, och fick sitt nu gällande namn av Boris Alexandrovich Jurtzev. Oxytropis adamsiana ingår i släktet klovedlar, och familjen ärtväxter. Utöver nominatformen finns också underarten O. a. janensis.